# Alternaria raphani
Alternaria raphani är en svampart som beskrevs av J.W. Groves & Skolko 1944. Alternaria raphani ingår i släktet Alternaria och familjen Pleosporaceae.   Inga underarter finns listade i Catalogue of Life.